# Jan Koller
Jan Koller, češki nogometaš, * 30. marec 1973, Praga, Češkoslovaška.
Za češko nogometno reprezentanco je odigral 91 tekem in dosegel 55 golov. Sprva je bil vratar, a je pozneje postal napadalec. Kljub temu je včasih odigral tekmo kot vratar, če je bil izvirni vratar poškodovan.